# Вариант «Омега»
«Вариа́нт „Оме́га“» — советский пятисерийный телевизионный художественный героико-приключенческий фильм, снятый в 1975 году режиссёром Антонисом-Янисом Воязосом. В основе фильма лежит документальный материал о работе советской разведки в Таллине. Экранизация романа Николая Леонова и Юрия Кострова «Операция „Викинг“».

## Сюжет
В начале 1942 года, после четырёх лет работы в Германии, советский разведчик-нелегал Сергей Скорин переходит линию фронта к своим, но при этом получает тяжёлое ранение.
Весной того же 1942 года в оккупированный немцами Таллин (для немцев — Ре́валь, Reval) приезжает опытнейший сотрудник абвера — «любимец адмирала Канариса» барон Георг фон Шлоссер. В 1939 году, работая в Москве, он представил своему руководству обстоятельный аналитический доклад, свидетельствующий о высоком уровне военного потенциала СССР. Доклад не понравился Гитлеру, и Шлоссер был отстранён от практической работы. Но теперь майор Шлоссер — высококлассный разведчик и знаток России — вызван в Берлин из фамильного замка и командирован в Таллин, чтобы совместно с «Бюро Целлариуса» организовать и провести операцию по организации канала дезинформации советского командования.
Согласно плану Шлоссера, в советский тыл забрасывают двух диверсантов — курсантов таллинской разведшколы абвера. Барон лично и очень тщательно работает с кандидатами, не особо скрывая свою личность; при этом он целенаправленно подбирает состав пары таким образом, чтобы один из диверсантов наверняка явился с повинной и рассказал о длительном пребывании в Таллине со специальным заданием личного эмиссара адмирала Канариса. Шлоссер обоснованно рассчитывает, что далее, на основании этой информации, в Таллин непременно должен быть направлен, по крайней мере, хотя бы один сотрудник советской разведки, чтобы выяснить характер задания Шлоссера и, если это окажется возможным, попытаться установить личный с ним контакт: барон знает, что в советских внешнеполитических кругах его считают человеком, симпатизировавшим России, а не фанатиком (что соответствует действительности, Шлоссер — безусловный патриот Германии, но совсем не сторонник нацизма). Майор с нетерпением ждёт появления русского агента, организовав наблюдение за всеми прибывающими в Таллин и тщательное исследование личности каждого.
В конце июня старший лейтенант госбезопасности Скорин, оправившись от ранения, получает новое задание — отправиться в Таллин, найти подходы к Шлоссеру и выяснить планы руководства немецкой разведки. Скорин появляется в городе под именем гауптмана Пауля Кригера, восстанавливающегося после тяжёлого ранения и разыскивающего свою невесту-эстонку, ранее проживавшую в городе, с которой он якобы познакомился перед войной в Финляндии, когда учился в Хельсинкском университете. Сергей знакомится со Шлоссером и несколько раз — на глазах внимательного и опытного барона — намеренно допускает ряд «оплошностей», и тот начинает активную разработку «гауптмана Кригера». Собранных улик в итоге оказывается достаточно, чтобы разоблачить и задержать Скорина. Не производя формального ареста, его поселяют под охраной в специально подготовленном для этого особняке и даже разрешают — под тщательным наблюдением и плотной, хотя и очень профессионально скрытой охраной — ежедневные прогулки по городу и короткое общение со знакомыми на улицах; для всех Пауль Кригер по-прежнему ищет свою невесту.
В конце концов Шлоссер использует на Скорине собственные «гуманные» интеллектуально-психологические методы давления наряду с кроваво-садистскими пытками заместителя местного отделения гестапо штурмбанфюрера Франца Маггиля, друга детства Шлоссера (отец Маггиля, фермер, когда-то арендовал землю у старого барона, отца Шлоссера). Скорин соглашается на сотрудничество с абвером. Начинается радиоигра: Скорин отправляет в Центр разведдонесения, которые ему готовит Шлоссер. В каждую радиограмму разведчик вставляет сигнал о работе под контролем: точку, которую в конце текста сообщения, составленного лично бароном, аккуратный немец просто не мог не поставить, но которой раньше в сообщениях советского разведчика не было. Однако Шлоссер предусмотрел и это: передачи Скорина не идут прямо в эфир, а записываются на магнитофон, о чём Сергей не догадывается. Это позволяет майору сначала вычислить условный сигнал («Я её поставил, он её передал. Умно́»), а затем постоянно вырезать его из записанной на плёнке морзянки и передавать сообщения Скорина в Москву в резервное время связи без сигнала о работе под контролем.
Операция по дезинформации советского командования входит в кульминационную фазу: в середине ноября, накануне начала советского контрнаступления под Сталинградом, Скорин передаёт в Центр подготовленную Шлоссером радиограмму о том, что Япония якобы планирует напасть на Советский Союз. Отправив «главное» сообщение, ради которого и затевалась вся сложнейшая шпионская игра, Шлоссер сообщает Скорину, что его сигнал о работе под контролем был раскрыт и обезврежен. Барон рассчитывает сломать советского разведчика и получить ценнейшего двойного агента, уже сознательно сотрудничающего с абвером. Узнав обо всём, Сергей делает вид, что падает духом и инсценирует длительный запой. Все немецкие участники операции, как из абвера, так из гестапо, по итогам блестяще проведённой операции получают новые звания и награды.
Между тем, невзирая на донесения о том, что СССР усиливает военное присутствие на Дальнем Востоке, события на советско-германском фронте — прежде всего, под Сталинградом — продолжают развиваться совсем не так, как должны были бы, если бы Москва поверила сообщению Шлоссера. И уже теперь Сергей раскрывает барону свою комбинацию, то есть суть многослойного и очень рискованного «варианта Омега». Выясняется, что он совершенно сознательно «подставился» Шлоссеру («Вы думаете, я действительно не знаю, как немцы курят или платят деньги?»), сам спровоцировал свой провал и своё предсказуемое участие в немецкой радиоигре, но всё-таки сумел передать в Центр по заранее специально подготовленному и ранее ни разу не задействованному резервному каналу связи сообщение о том, что данные о намерениях Японии — это дезинформация. Таким образом, барон фон Шлоссер в разгар Сталинградской битвы, имевшей определяющее значение для исхода войны, фактически сам предоставил советскому командованию совершенно бесценную стратегическую информацию о том, что Япония не предполагает в настоящее время вступать в войну против СССР, а также, пусть и с санкции адмирала Канариса, множество других немаловажных и вполне правдивых сведений, ведь абвер по ходу дела был вынужден укреплять доверие советской разведки к «источникам» передаваемых Скориным данных. Более того, Шлоссер, пусть и фиктивно, уже дал Скорину подписку о работе на советскую разведку, залегендировав самого себя в качестве одного из основных источников. И в результате — что и составляло главную цель всей операции «Омега» — Шлоссер оказался на крючке, что сделало возможным, исходя из обстоятельств, в дальнейшем использовать новоиспечённого полковника абвера, в полной мере вернувшего доверие своих шефов, для работы в интересах Советского Союза.
Скорину остаётся бесследно скрыться из Таллина. За спиной Шлоссера он выходит на оберштурмбанфюрера Маггиля и умело пользуется распрями между двумя разведывательными управлениями — абвером и гестапо. Маггиль арестовывает возлюбленную Шлоссера и обменивает её на Скорина. Местное подполье инсценирует нападение партизан на автомобиль Маггиля и «убийство» Скорина при попытке побега. Франц Маггиль отправляется на Восточный фронт, а репутация Шлоссера остаётся безупречной.
В конце декабря Скорин возвращается в Москву. За успешно проведённую операцию он получает звание капитана и готовится к новому заданию.

## В ролях
- Олег Даль — Сергей Николаевич Скорин, старший лейтенант, затем капитан госбезопасности, он же «гауптман Пауль Кригер»
- Игорь Васильев — барон Георг фон Шлоссер, майор, далее полковник абвера, разведчик
- Елена Прудникова — Лотта Фишбах, секретарь Целлариуса, затем секретарь Шлоссера
- Ирина Печерникова — Елена Ивановна, возлюбленная Сергея, мать его сына
- Вадим Яковлев — Константин Петрухин, старший лейтенант госбезопасности, позднее — армейский капитан, друг и напарник Скорина
- Евгений Евстигнеев — Николай Алексеевич Симаков, майор госбезопасности, начальник Скорина и Петрухина
- Сергей Полежаев — Виктор Иванович, комиссар государственной безопасности 3-го ранга, начальник Симакова
- Пауль Кальде — Целлариус, фрегаттен-капитан, начальник абверкоманды в Эстонии (озвучивал Артём Карапетян)
- Александр Калягин — Франц Маггиль, штурмбаннфюрер СС, начальник таллинского гестапо
- Алексей Эйбоженко — Александр Фёдорович Зверев, бывший майор авиации, курсант разведшколы абвера (первая серия)
- Михаил Бочаров — Ведерников, курсант разведшколы абвера, напарник Зверева (первая серия)
- Фёдор Никитин — барон фон Шлоссер, генерал-полковник рейхсвера, отец Георга
- Виталий Коняев — Карл Хонниман, унтерштурмфюрер СС, сотрудник таллинского гестапо (озвучивал Юрий Саранцев)
- Людмила Иванова — Вера Ивановна, секретарша Симакова
- Рейно Арен — дядя Петер, сотрудник Таллинской городской управы, связной Сергея Скорина
- Александр Липов — Ларин, курсант разведшколы абвера
- Вадим Лысенков — охранник Скорина в доме
- Дмитрий Орловский — заведующий отдела регистрации
- Файме Юрно — Инга, продавщица парфюмерного магазина
- Юлле Кони — Эвелина, продавщица цветов, связная партизанского подполья (в титрах — Ю. Конни-Миллиоранска)
- Эйнари Коппель — бармен
- Игорь Кан — немецкий лейтенант, сотрудник комендатуры в Таллине (в титрах — И. Канн)
- Хейкки Харавеэ — Вальтер, сотрудник гестапо, специалист по «специальным» методам допроса, садист-изувер (озвучивал Игорь Ясулович)
- Эндель Симмерманн — Редлих, полковник Главного штаба вермахта (озвучивал Юрий Пузырёв)
- Танел Ляян — Курт Визе, капитан, сотрудник «бюро Целлариуса» (вторая серия) (в титрах — Т. Ляян)
- Николай Егоров — хозяин съёмной квартиры (вторая серия)
- Екатерина Егорова — сотрудница таллинской городской управы (вторая серия)
- Анатолий Поляков — начальник отдела дешифрования (озвучивал Юрий Пузырёв)
- Юрий Сорокин — полковой разведчик, спасший раненого Скорина при переходе линии фронта (эпизод, первая серия)
- Рихард Пераметс — военврач (эпизод, первая серия) (озвучивал Александр Вокач) (в титрах — Р. Перамец)
- Рогволд Суховерко — «офицер люфтваффе», сотрудник «бюро Целлариуса», начальник конвоиров Скорина
- Айно Пихламяги — продавщица цветов, связная подполья
- Геннадий Чертов — закадровый текст

## Съёмочная группа
- Авторы сценария: Николай Леонов, Юрий Костров
- Режиссёр-постановщик: Антонис-Янис Воязос
- Оператор-постановщик: Владимир Трофимов
- Художники-постановщики: Яков Ривош, Альфред Таланцев
- Композитор: Богдан Троцюк
- Тексты песен: Роберт Рождественский

## Места съёмок
- В фильме ряд эпизодов снят на улицах Старого Таллина (Пикк-Ялг и Люхике-Ялг, Пикк, Бёрси-Кяйк, Кооли, Лаборатоориуми, Айда, Нунне, Ратаскаэву, Рюйтли и другие[2]).
- Родовой замок фон Шлоссеров снимали в замке Мариенберг, Таллин, Эстония.
- В первой серии бомбоубежище в московском метро снимали на станции «Маяковская».
- Особняк Лотты Фишбах снимали в особняке В. Д. Носова в Москве.